# 魏廷琤
魏廷琤（1926年1月—），江苏盐城人，中华人民共和国政治人物、水利工程师。

## 生平
早点就读于上海复旦大学；1949年，毕业于清华大学法律系，曾参加学生运动，并加入中共地下党。1949年，参加第四野战军南下工作团，随军南下到武汉。
1949年9月至1953年，任中南军政委员会水利部长兼长江水利委员会主任林一山秘书，随部接管国民政府水利系统包括扬子江水利委员会，随后在武汉组建长江水利委员会。1954至1956年，负责编制汉江流域规划。1956年3月至1957年3月，任长江流域规划办公室（简称长办）汉江规划设计室主任，为丹江口水利枢纽工程设计负责人。1958年，陪同周恩来视察长江，汇报丹江口工程设计及汉江规划，国务院随后决定丹江口项目列入第二个五年计划，开始实施。
1958年，任三峡工程设计领导小组组长；1960至1966年，任长办施工设计处处长；1971年12月至1980年，任长办副总工程师；1972年，曾长期驻葛洲坝工程工地，与文伏波、洪庆余等一起共同负责葛洲坝工程的技术设计工作。1980年10月至1984年，任长办副主任、党委副书记；1984至1992年12月，任长办、长江水利委员会主任、党委书记、党组书记。1986年，参加三峡工程的论证工作、任水利电力部三峡工程论证领导小组。
1993年至1998年，任国务院三峡工程建设委员会委员，1996年任三建委办公室副主任，2000年离休。曾任湖北省人大代表，中共湖北省委委员，中国人民政治协商会议第六、第七届全国委员会委员，第八届全国人民代表大会代表。